# Nervo trigemino
Il nervo trigemino è il V paio di nervi cranici.
È un nervo misto (sensitivo e motorio) somatico costituito prevalentemente da fibre sensitive somatiche e da un piccolo contingente di fibre motorie. Queste due componenti emergono direttamente dal nevrasse come due radici distinte: la radice sensitiva, più voluminosa, laterale rispetto a quella motrice ed appiattita in senso anteroposteriore, mette capo al ganglio semilunare del Gasser; la radice motrice, più piccola, mediale rispetto a quella sensitiva, passa al di sotto del ganglio medesimo e si unisce alla terza branca trigeminale.
- La componente sensitiva consta di tre nuclei: Nucleo della radice discendente del N. Trigemino (colonnina di sostanza grigia che origina al livello del bulbo e  giunge fino ai primi segmenti cervicali del midollo spinale), Nucleo Sensitivo (o principale) del N. Trigemino posto al livello del ponte, Nucleo Mesencefalico del N. Trigemino. Il primo porterà una sensibilità Tattile Protopatica, Dolorifica e Termica del collo e della testa; il secondo, porterà una sensibilità Epicritica del collo e della testa; il terzo una sensibilità propriocettiva dei muscoli masticatori. Tutti dunque raccolgono stimoli riguardanti la sensibilità esterocettiva e propriocettiva della testa, faccia, meningi, denti e lingua, ventre anteriore del muscolo digastrico, il muscolo tensore del velo palatino e tensore dell'ugola e il muscolo miloioideo.

## Ganglio semilunare del Gasser
Il ganglio del Gasser rappresenta l'origine reale delle fibre sensitive somatiche del nervo trigemino. È posto nella fossa cranica media presso l'apice della piramide del temporale in un ripiegamento della dura madre chiamato cavo del Meckel.
Dal Gasser le fibre sensitive afferiscono al tronco encefalico nei tre nuclei del trigemino: mesencefalico, pontino e discendente.
Il Gasser dà origine alle tre branche trigeminali, il nervo oftalmico (V1), il nervo mascellare (V2) e il nervo mandibolare (V3). In realtà già all'interno del cavo del Meckel le fibre della radice del trigemino si dividono nelle tre branche, per tal motivo il Gasser dovrebbe essere considerato l'insieme di tre gangli distinti.

## Nucleo masticatorio
Il nucleo masticatorio rappresenta l'origine della componente motrice somatica della piccola radice, per l'innervazione dei muscoli masticatori. È posizionato ventralmente nella regione craniale del ponte, in rapporto con il locus coeruleus del pavimento del IV ventricolo cerebrale. Riceve fibre provenienti dai fasci piramidali, essendo un nucleo motorio volontario, oltre che dal nucleo rosso e dal fascicolo longitudinale mediale. La sua attività è fortemente influenzata dal nucleo mesencefalico (propriocezione dello stato di contrazione dei muscoli mandibolari e dello stress sui legamenti parodontali) che così agevola il processo di masticazione determinando ampiezza e intensità degli atti masticatori.

## Decorso
Il nervo trigemino emerge dalla faccia anteriore del ponte (origine apparente), lateralmente, vicino al peduncolo cerebellare medio. La radice sensitiva è più voluminosa e appiattita ed è posta lateralmente; la radice motrice, piccola e cilindrica, si pone medialmente. Le due radici, dirette in avanti e in alto, superano l'apice della rocca petrosa dell'osso temporale, perforano la dura madre ed entrano nella cavità del Meckel della dura madre. La radice sensitiva penetra nella concavità della faccia posteriore del ganglio semilunare del Gasser, mentre la radice motrice, passando al di sotto del ganglio medesimo, si unisce alla terza branca trigeminale.

## Branche del nervo trigemino

### Nervo oftalmico
Il nervo oftalmico è un nervo sensitivo e rappresenta la branca di minore dimensione del nervo trigemino. Emerge dal margine anteriore convesso del ganglio semilunare del Gasser, in posizione mediale. Decorre con direzione anteriore, inizialmente accolto in un prolungamento della cavità del Meckel e, successivamente, nella parete laterale del seno cavernoso della dura madre, dove è localizzato al di sotto del nervo trocleare, il quarto nervo cranico. Raggiunge la fessura orbitale superiore dello sfenoide, dove si divide nei suoi rami terminali:
- nervo naso-ciliare
- nervo frontale
- nervo lacrimale

#### Nervo naso-ciliare
Il nervo naso-ciliare origina dal nervo oftalmico in corrispondenza della fessura orbitale superiore dello sfenoide, che poi attraversa all'interno dell'anello tendineo comune dei muscoli dell'occhio. All'interno della cavità orbitale si dispone dapprima lateralmente al nervo ottico. Incrocia quest'ultimo superiormente, disponendovisi sul lato mediale. Decorre con direzione anteriore fino all'apertura orbitaria, dove si risolve nei suoi rami terminali:
- il nervo infratrocleare continua la direzione del nervo naso-ciliare e si porta sotto la troclea del muscolo obliquo superiore dell'occhio, dove riceve un ramo dal nervo sovratroclare del nervo frontale e si risolve in rami terminali che si distribuiscono al sacco lacrimale, al canale naso-lacrimale, ai condotti lacrimali e alla metà mediale della palpebra superiore.
- il nervo etmoidale anteriore penetra nel canale etmoidale anteriore, tramite il quale raggiunge la fossa cranica anteriore. Si dispone al di sopra della lamina cribrosa dell'etmoide, ricoperto dalla dura madre. Tramite i forellini della lamina cribrosa etmoidale raggiunge la fossa nasale, al cui livello si divide nei rami nasali interni per la tonaca mucosa della parte anteriore delle pareti nasali media e laterale, e ramo nasale esterno che, discendendo lungo la faccia posteriore dell'osso nasale raggiunge la cute della ala del naso alla quale si distribuisce.

I rami collaterali del nervo naso-ciliare sono:
- la radice lunga del ganglio ciliare, costituita da fibre sensitive provenienti dal ganglio semilunare del Gasser, mette capo al ganglio ciliare dal quale fuoriesce tramite i nervi ciliari brevi che provvedono all'innervazione sensitiva dell'occhio.
- i nervi ciliari lunghi, in numero di due, provvedono all'innervazione sensitiva dell'occhio e motrice del muscolo dilatatore della pupilla. Le fibre postgangliari ortosimpatiche per l'innervazione del muscolo dilatatore della pupilla giungono al ganglio semilunare del Gasser tramite un'anastomosi con il plesso cavernoso, costituito dalle fibre originate dal ganglio cervicale superiore, che a sua volta ha ricevuto le fibre pregangliari dal centro cilio-spinale del Budge della colonna intermedia laterale del midollo spinale.
- il nervo etmoidale posteriore raggiunge le cellule etmoidali posteriori e il seno sfenoidale, distribuendo fibre sensitive alle rispettive tonache mucose, dopo aver decorso il canale etmoidale posteriore della parete mediale della cavità orbitale.

#### Nervo frontale
È il ramo più voluminoso del nervo oftalmico. Entra nella cavità orbitaria, dove si dispone sulla parete superiore, tramite la fessura orbitaria superiore dello sfenoide al di fuori dell'anello tendineo comune dei muscoli dell'occhio. I rami terminali sono:
- il nervo sopratrocleare si porta sopra la troclea del muscolo obliquo superiore dell'occhio fornendo un piccolo ramo per il nervo infratrocleare del naso-ciliare, esce dalla cavità orbitale e termina dividendosi in rami laterali per la palpebra superiore e rami mediali per la cute della radice del naso e della glabella.
- il nervo frontale esce dalla cavità orbitale circondando il margine sopraorbitale dell'osso frontale. Diretto in alto, si distribuisce alla cute della fronte e alla metà mediale della palpebra superiore.
- il nervo sopraorbitale fuoriesce dalla cavità orbitale impegnando l'incisura sopraorbitale del margine sopraorbitale dell'osso frontale. Si divide in due rami che si distribuiscono alla cute della fronte e al cuoio capelluto. Invia inoltre rami per la cute e la congiuntiva della parte media della palpebra superiore e rami per la tonaca mucosa del seno frontale.

#### Nervo lacrimale
È il minore dei rami terminali del nervo oftalmico. Penetra nella fessura orbitale superiore dello sfenoide fuori dall'anello tendineo comune dei muscoli dell'occhio. Decorre in direzione anteriore lungo la parete anteriore della cavità orbitale. Reca fibre postgangliari parasimpatiche del ganglio sfeno-palatino (del Meckel) ricevute tramite anastomosi dal nervo zigomatico che veicola a sua volta fibre somato-effettrici del nervo facciale alla ghiandola lacrimale. Innerva la cute della regione sovrastante la ghiandola.

### Nervo mascellare
È un nervo sensitivo, più voluminoso del nervo oftalmico. Con direzione postero-anteriore, il nervo mascellare si immette in un prolungamento della cavità di Meckel della dura madre. Raggiunge la fossa pterigo-mascellare impegnando il foro rotondo dello sfenoide. Al di fuori del cranio si dirige anteriormente, raggiunge la fessura orbitale inferiore e, entrato nella cavità orbitale, si dispone nella parete inferiore. Si continua con il nervo infraorbitale, suo ramo terminale, nel solco infraorbitale. Il nervo infraorbitale fornisce come rami collaterali i nervi alveolari supero-anteriori e si immette all'interno del canale infraorbitale. Fuoriesce dal medesimo canale impegnando il foro infraorbitale dividendosi in rami ascendenti (per la cute e la congiuntiva della palpebra inferiore), mediali (per la cute dell'ala del naso e la tonaca mucosa del vestibolo della fossa nasale) e discendenti (per la cute e la mucosa del labbro superiore e della contigua mucosa gengivale). Emette quattro rami collaterali.

#### Nervo meningeo medio
Originato dal decorso intracranico del nervo mascellare, raggiunge ed innerva la dura madre encefalica accompagnato dall'arteria meningea media.

#### Nervo zigomatico
Origina dalla fossa pterigo-mascellare. Raggiunge la parete laterale della cavità orbitale passando per la fessura orbitale inferiore dello sfenoide e cede fibre postgangliari parasimpatiche per l'innervazione eccitosecretrice della ghiandola lacrimale al nervo lacrimale dell'oftalmico. All'interno del canale zigomatico si divide in due rami terminali: il nervo zigomatico-temporale per l'innervazione sensitiva della cute della parte anteriore della regione temporale e il nervo zigomatico-facciale per l'innervazione sensitiva della cute della regione zigomatica.

#### Nervi sfeno-palatini
I nervi sfeno-palatini mettono capo al ganglio sfeno-palatino (del Meckel) per proseguire nei nervi nasali postero-superiori e nervi palatini.

#### Nervi alveolari supero-posteriori
Originati nella fossa pterigo-palatina dal nervo mascellare, i nervi alveolari supero-posteriori affondano nei canalicoli ossei della tuberosità dell'osso mascellare. Terminano anastomizzandosi con i nervi alveolari supero-anteriori, collaterali del nervo infraorbitale, con i quali formano il plesso alveolare superiore.

### Nervo mandibolare
È la maggiore delle tre branche del nervo trigemino. È un nervo misto. Origina dal margine anteriore del ganglio semilunare del Gasser, lateralmente rispetto al nervo oftalmico e al nervo mascellare, e si completa con l'unione della radice motrice del nervo trigemino. Percorre un diverticolo della cavità del Meckel fino a raggiungere il foro ovale dello sfenoide, grazie al quale raggiunge la fossa infratemporale. Nella stessa fossa infratemporale fornisce un ramo collaterale, il nervo spinoso, che, attraversando il foro spinoso dello sfenoide, raggiunge e si distribuisce alla dura madre, dopodiché si divide in due tronchi:
- il tronco anteriore o anterolaterale, prevalentemente motore, si scompone nei nervi temporo-buccinatore, temporale profondo medio, temporo-masseterino e pterigoideo esterno.
- il tronco posteriore o posteromediale, prevalentemente sensitivo, si scompone nei nervi auricolo-temporale, linguale, alveolare inferiore, pterigoideo interno, del muscolo tensore del velo palatino e del muscolo tensore del timpano.

#### Nervi temporali profondi
In numero di tre, sono rappresentati dai nervi temporale profondo anteriore (originato dalla divisione del nervo temporo-buccinatore del tronco anteriore del nervo mandibolare), temporale profondo medio e temporale profondo posteriore (originato dalla divisione del nervo temporo-masseterino del tronco anteriore). Sono nervi esclusivamente motori. Percorrono la faccia inferiore della grande ala dello sfenoide fino a raggiungere la cresta infratemporale della stessa. Risalgono successivamente sulla faccia laterale del cranio, disposti profondamente al muscolo temporale al quale distribuiscono le proprie fibre motrici.

#### Nervo buccinatore
Il nervo buccinatore o buccale accoglie prevalentemente fibre sensitive alle quali si aggiungono fibre postgangliari parasimpatiche provenienti dal ganglio otico (dell'Arnold) per l'innervazione eccitosecretrice delle ghiandole geniene e labiali. Origina dalla scomposizione del nervo temporo-buccinatore del tronco anteriore, si porta in avanti ponendosi sulla faccia laterale del muscolo buccinatore. Si risolve in numerose fibre che si distribuiscono al muscolo buccinatore medesimo per l'innervazione motrice somatica e alla cute della guancia per l'innervazione sensitiva somatica; numerose fibre, perforando il muscolo buccinatore, si portano in profondità per l'innervazione eccitosecretrice delle ghiandole geniene e labiali. Si è precedentemente detto che il nervo buccinatore si distribuisce al muscolo omonimo per la sua innervazione motoria; in realtà tali fibre non appartengono al nervo buccinatore e non sono quindi di origine trigeminale: esse derivano dall'anastomosi del nervo buccinatore con rami provenienti dal facciale, nervo deputato all'innervazione della muscolatura mimica, della quale il muscolo buccinatore fa parte.

#### Nervo masseterino
È un nervo prevalentemente motore, originato dalla divisione del nervo temporo-masseterino del tronco anteriore del nervo mandibolare. Con direzione laterale, passa per l'incisura del ramo della mandibola portandosi quindi sulla faccia profonda del muscolo massetere, al quale distribuisce le proprie fibre motrici somatiche. Cede un ramuscolo sensitivo per l'innervazione anteriore dell'articolazione temporomandibolare.

#### Nervo pterigoideo esterno
Origina dal tronco anteriore del nervo mandibolare. Distribuisce le proprie fibre motrici somatiche al muscolo pterigoideo esterno.

#### Nervo auricolo-temporale
Il nervo auricolo-temporale accoglie fibre sensitive somatiche e fibre postgangliari parasimpatiche del ganglio otico (dell'Arnold) per l'innervazione eccitosecretrice della ghiandola parotide, ciò è reso possibile dall'arricchimento dell'ultimo di fibre visceroeffetrici date dal nervo glossofaringeo. Il nervo auricolo-temporale origina dal tronco posteriore con due radici, che si riuniscono a formare un occhiello percorso dall'arteria meningea media. Si porta indietro, incrocia medialmente il collo del condilo della mandibola e giunge e penetra nella ghiandola parotide, alla quale distribuisce le fibre postgangliari parasimpatiche. Le fibre sensitive somatiche piegano verso l'alto e, accompagnate dall'arteria temporale superficiale, passano davanti al meato acustico esterno e raggiungono la cute della regione temporale, distribuendovisi.

#### Nervo linguale
È un voluminoso nervo originato dal tronco posteriore del nervo mandibolare. Accoglie fibre sensitive somatiche, fibre sensitive specifiche del senso del gusto per i calici gustativi della regione anteriore della lingua, giunte tramite anastomosi con la corda del timpano, collaterale del nervo facciale e fibre parasimpatiche pregangliari per i gangli sottomandibolare e sottolinguale ricevute in seguito ad anastomosi con la corda del timpano. Dalla sua origine, il nervo linguale decorre in avanti, descrivendo una concavità aperta superiormente, tra il muscolo pterigoideo esterno e il muscolo pterigoideo interno e successivamente tra il muscolo pterigoideo interno e la faccia mediale del ramo della mandibola. Giunge nella loggia sottolinguale, disponendosi tra i muscoli io-glosso e genio-glosso (situati medialmente) e la ghiandola sottolinguale (situata lateralmente), ricoperto in superficie solo dalla mucosa del pavimento della bocca. Si dirige in avanti, all'apice della lingua, tra il muscolo longitudinale inferiore e il muscolo genio-glosso, risolvendosi in rami terminali. Nel suo decorso in posizione laterale alla lingua il nervo linguale emette esili rami collaterali per i gangli sottomandibolare e sottolinguale e infine emette il nervo sottolinguale che si distribuisce alla mucosa del pavimento della bocca e la superficie linguale della gengiva dei denti inferiori.

#### Nervo alveolare inferiore
È un nervo misto: presenta fibre sensitive somatiche e motrici somatiche. Presenta un decorso parallelo a quello del nervo linguale, descrivendo come quest'ultimo una concavità aperta antero-superiormente. Giunto tra il muscolo pterigoideo interno e la faccia mediale del ramo della mandibola, il nervo alveolare inferiore fornisce come ramo collaterale in nervo milo-ioideo per l'innervazione del muscolo milo-ioideo e del ventre anteriore del muscolo digastrico, per poi immettersi nel canale della mandibola. All'interno di quest'ultimo emette come rami collaterali i nervi dentali infero-posteriori che, insieme ai nervi dentali infero-anteriori (terminali del nervo incisivo), costituiscono il plesso per l'emiarcata gengivo-dentale inferiore. Il nervo alveolare inferiore giunge al foro mentale, dividendosi nei suoi rami terminali:
- il nervo mentale fuoriesce dal canale della mandibola tramite il foro mentale. Si distribuisce alla cute del mento e al labbro inferiore.
- il nervo incisivo si dirige verso la sinfisi del mento, dove si divide nei nervi dentali infero-anteriori.

#### Nervo pterigoideo interno
È un nervo esclusivamente motore del tronco posteriore. Con decorso supero-inferiore e medio-laterale raggiunge il muscolo pterigoideo interno, al quale si distribuisce.

#### Nervo del muscolo tensore del velo palatino
È un nervo motore del tronco posteriore. Innerva il muscolo tensore del velo palatino.

#### Nervo del muscolo tensore del timpano
È un nervo motore del tronco posteriore. Innerva il muscolo tensore del timpano.

## Patologia
- Nevralgia del trigemino
- Radicolite